# 鍾保羅
鍾保羅（1959年4月5日—1989年9月1日），本名陳鎮文，已故香港男藝人，出生於香港，1978年加入香港商業電台擔任唱片騎師，其後於1980年加入麗的電視（亞洲電視前身）、及後1985年轉投電視廣播有限公司（無綫電視）且備受重用，曾經主持《歡樂今宵》節目及於多個大型節目中擔任司儀，被喻為「金牌司儀接班人」，1989年9月1日，鍾氏因經濟問題而自殺身亡。鍾保羅這藝名是源自在商業電台當唱片騎師時（正值六啤半時期）的綽號「大俠一棵蔥」的諧音，而後來他的電台節目名稱亦叫作《天地一棵蔥》。鍾保羅在1980年代初與張國榮、陳百強多次合作，又曾同屬經理人譚國基旗下，三人因此並稱為「三劍俠」。

## 生平
鍾保羅早年就讀聖若瑟書院，在校時是足球校隊中的中堅球員。他是前麗的電視（即今亞洲電視）藝員及前無綫電視綜藝節目主持，1980年代的年青人偶像。他於1978年中學畢業後加入商業電台擔任DJ，直至1980年12月他與商台鬧翻，轉到麗的電視成為藝員主演劇集，在一年間拍攝了三部電視劇，其中在拍攝《甜甜廿四味》時遇上車禍腳部嚴重受傷，他的角色被迫換人由莫少聰頂替。其間他與陳百強、張國榮主演過多部青春電影，獲得好評。在鍾保羅腳部受傷後，陳百強、張國榮等人在大專會堂舉行兩場籌款演唱會為他籌措手術費用，鍾保羅也特向醫院申請許可證，用拐杖支持出席。 
1984年離開亞洲電視，1985年1月他轉投無綫電視，先後在《歡樂今宵》曾擔任節目主持，並擔任了兩屆香港小姐競選、多個大型綜藝籌款節目及樂壇電影頒獎禮司儀。由於其外型俊朗，且有急才，擔當不同類型節目的主持均十分出色，因此被傳媒冠以「金牌司儀接班人」的稱號（「金牌司儀」即指何守信）。
他本來與女友上山安娜於港島北角同居，後來兩人分手。

## 逝世
1989年9月1日，鍾保羅從其沙田第一城43座26樓住所墮樓身亡，終年30歲，死因是從高處墮下引致身體多處受傷及骨折。
死因裁判法庭於1990年1月15日開庭研訊，希望找出引致鍾保羅死亡的環境因素，以確定其死亡背後的原因。多名鍾之家人、前上司和同事，包括其弟弟陳鎮東、賈思樂及麥景婷等，被傳召出庭作供。陳鎮東表示事發當晚曾與哥哥通電話，感覺到對方情緒低落，聲線與平常有別，心知不妙，故趕往其寓所查看，赫然發現哥哥已墮樓身亡，遺體倒臥在地下平台上，死前留下遺書，內容大致稱自己很失敗及對不起父母，並囑託弟弟代為照顧雙親。賈思樂表示鍾並不好賭，只是偶然下注作消遣，故不相信其債務是因賭博而起。麥景婷則表示曾有財務公司人員來電，詢問鍾之下落及要求他償還欠債。此外亦有前上司表示曾借15萬元給鍾，並每月扣除其部份工資作償還，惟至鍾離職時他仍欠7萬多元。死因研究庭於1990年1月16日裁定鍾死於自殺，裁判官在結案時表示鍾並非嗜賭之徒，只是在他去世前數年因經營食品生意失敗欠債而曾經向友人及無綫電視借下一筆約港幣50萬元的款項用作償還債務。綜合各方證供，鍾是因為有經濟困難而自殺。法官對鍾未能以更佳方法解決問題感到可惜。

## 鬧鬼傳聞
傳聞鍾保羅自殺後的鬼魂曽現身沙田第一城43座26樓寓所單位，1990年代有教師住客指租住自殺單位後發現客廳半夜被人打掃過，每次半夜打開電視，竟然都播出鍾保羅主持的香港小姐選舉，當鏡頭影到鍾保羅的大特寫時，鍾保羅透過電視向教師住客說自己不是自殺，而是給人迫害的，還說出了兩個人的名字，指一個是迫害他的人，一個是可以幫助他的人。教師住客曾在沙田第一城地下接受《城市追擊》主持安德尊訪問和打電話上梁思浩主持的《瘋show快活人》求助。多年後，香港有線電視娛樂台靈異節目《怪談》亦曾探討此事，節目主持人梁思浩稱該住客曾往報警求助，但因為沒有實質證據而不被警方受理，住客稱鍾保羅知道警方不受理後，透過電視向住客道謝後就再没有現身於自殺單位。
另外，樂隊Beyond和組合草蜢在1989年曾為無綫電視演出一個名為《夠Hit鬥玩，Beyond加草蜢》的音樂特輯，節目中疑出現鍾的身影，曾令香港觀眾感到恐慌。 但此傳聞已於2020年4月在潘紹聰的網上靈異節目被節目嘉賓澄清並没有此事。

## 參演作品

### 電影
| 年份   | 劇名         | 角色          | 導演   | 合作演員                                             | 參考   |
| 1980年 | 《喝采》     | Paul          | 蔡繼光 | 陳百強、張國榮、翁靜晶、陳潔靈                       | [ 15 ] |
| 1980年 | 《山狗》     | Louis         | 余允抗 | 莊靜而、陳星、艾迪、鄭則仕、王青                     | [ 16 ] |
| 1981年 | 《失業生》   | 孔家輝 (Paul) | 霍耀良 | 陳百強、張國榮、徐杰、鄺美寶、車保羅、趙雅芝（客串） | [ 17 ] |
| 1982年 | 《衝激·21》  | 周国良        | 陳全   | 露雲娜、張國榮、艾迪、賈思樂                         | [ 18 ] |
| 1983年 | 《鼓手》     | paul          | 楊權   | 張國榮、周秀蘭、盧大偉、杜麗莎                       | [ 19 ] |
| 1984年 | 《初哥》     | 保羅          | 張同祖 | 關之琳、蔡楓華、黃造時                               | [ 20 ] |
| 1985年 | 《天使出更》 | 羅保羅        | 陳友   | 陳友、鄭丹瑞、林建明、關朝聰、張堅庭、林姗姗、陳秀雯 | [ 21 ] |

### 電視劇（麗的電視/亞洲電視）
| 年份   | 劇名                         | 角色                | 導演   | 合作演員                                                     | 參考          |
| 1981年 | 《青春三重奏》               | 尹達之              | 麥當雄 | 莊靜而、蔡楓華、吳回、楊詩蒂、黎小田、李秉鏜、葉振棠         | [ 22 ]        |
| 1981年 | 《I.Q.成熟時》               | 文樹森,br>（阿Man） | 梁天   | 莊靜而、蔡楓華、鄧藹霖、鄧慧詩、車保羅                       | [ 23 ]        |
| 1981年 | 《甜甜廿四味》 前7集         | Yor （李一男）      | 賴水清 | 倪詩蓓、關之琳、張國榮、莫少聰 (第8集起代演鍾之角色)、文雪兒 | [ 24 ] [ 25 ] |
| 1983年 | 《家姐、細佬、飛髮鋪》第二輯 | 阿牛                | 梅小青 | 董驃、鄧碧雲、張瑛、何家勁、文雪兒、柳影虹、卡迪遜、吳回     | [ 26 ]        |

### 電視劇（香港電台）
| 年份        | 劇名                         | 角色       | 導演   | 合作演員                               | 參考   |
| 1984年      | 獅子山下：青春旅程           | 大學生偉航 | 明偉儀 | 景黛音、李賽鳳、鮑漢琳、梁珊           | [ 27 ] |
| 1984-1985年 | 左鄰右里：第二節《死性難改》 | 阿豪       | 陳沛琪 | 石燕子、雷安娜、林憶蓮、田啟文、陳迪匡 | [ 28 ] |

### 綜藝節目（無綫電視）
| 年份        | 節目名稱                     | 崗位 | 參考          |
| 1985-1989年 | 《歡樂今宵》                 | 主持 |               |
| 1985-1986年 | 《十大勁歌金曲頒獎典禮季選》 | 主持 |               |
| 1987-1988年 | 《萬千星輝賀台慶》           | 司儀 |               |
| 1988年      | 《香港電影金像獎》           | 司儀 |               |
| 1988-1989年 | 《金唱片頒獎典禮》           | 司儀 | [ 29 ]        |
| 1988-1989年 | 《香港小姐競選》             | 司儀 | [ 30 ] [ 31 ] |
| 1988年      | 《博愛歡樂傳萬家》           | 主持 |               |
| 1988年      | 《慈善星輝仁濟夜》           | 主持 |               |
| 1988年      | 《歡樂滿東華》               | 主持 |               |
| 1989年      | 《羊城賀歲萬家歡十周年慶典》 | 司儀 |               |
| 1989年      | 《中外星輝樂滿城》           | 主持 |               |
| 1989年      | 《第八屆新秀歌唱大賽》       | 主持 | [ 32 ]        |